# David di Donatello al millor so
El premi David di Donatello al millor so (en italià: David di Donatello per il miglior suono) és un premi de cinema que anualment atorga l'Acadèmia del Cinema Italià (ACI, Accademia del Cinema Italiano) per reconèixer la destacada edició o muntatge en una pel·lícula italiana estrenada l'any anterior a la cerimònia.
Nascut a l'edició de 1988 com a David di Donatello al millor enginyer de so directe (David di Donatello per il miglior fonico di presa diretta), des de l'edició de 2017 se l’anomena David di Donatello al millor so perquè el premi es refereixi a tots els enginyers de so.

## Guanyadors
Els guanyadors del premi han estat:
- 1988: Raffaele De Luca - Ultimo minuto
- 1989: Candido Raini - Mignon è partita
- 1990: Remo Ugolinelli - Porte aperte
- 1991: Tiziano Crotti - Mediterraneo i Remo Ugolinelli - Ultrà ex aequo
- 1992: Gaetano Carito - Il muro di gomma
- 1993: Remo Ugolinelli - La scorta
- 1994: Tullio Morganti - Sud
- 1995: Alessandro Zanon - Lamerica
- 1996: Giancarlo Laurenzi - Palermo Milano - Solo andata
- 1997: Tullio Morganti - Nirvana
- 1998: Tullio Morganti - Ovosodo
- 1999: Gaetano Carito - Radiofreccia
- 2000: Maurizio Argentieri - Pane e tulipani
- 2001: Gaetano Carito - L'ultimo bacio
- 2002: Remo Ugolinelli - Luce dei miei occhi
- 2003: Andrea Giorgio Moser - El Alamein - La linea del fuoco
- 2004: Fulgenzio Ceccon - La meglio gioventù
- 2005: Alessandro Zanon - Le chiavi di casa
- 2006: Alessandro Zanon - Il caimano
- 2007: Bruno Pupparo - Mio fratello è figlio unico
- 2008: Alessandro Zanon - La ragazza del lago
- 2009: Maricetta Lombardo - Gomorra
- 2010: Carlo Missidenti - L'uomo che verrà
- 2011: Bruno Pupparo - La nostra vita
- 2012: Benito Alchimede i Brando Mosca - Cesare deve morire
- 2013: Remo Ugolinelli i Alessandro Palmerini - Diaz - Don't Clean Up This Blood
- 2014: Roberto Mozzarelli - Il capitale umano
- 2015: Stefano Campus - Anime nere
- 2016: Angelo Bonanni - Non essere cattivo
- 2017: Angelo Bonanni, Diego De Santis, Mirko Perri, Michele Mazzucco - Veloce come il vento
- 2019: Dogman
- 2020: Il primo re